# Acanthogilia gloriosa
Acanthogilia gloriosa är en blågullsväxtart som först beskrevs av Townshend Stith Brandegee, och fick sitt nu gällande namn av A.G. Day och R. Moran. Acanthogilia gloriosa ingår i släktet Acanthogilia och familjen blågullsväxter. Inga underarter finns listade i Catalogue of Life.